# Жуковская 2 (стоянка)
Жуковская 2 — стоянка времен позднего неолита в Ростовской области.
Расположена на берегу реки Рассыпная в двух километрах от села Жуковское в Песчанокопском районе.

## История
Ростовская область была с древности густо заселена. Большая часть селений располагалась по берегам рек. На одних и тех же местах люди селились в разные исторические эпохи.
Стоянка времен позднего неолита Жуковская 2 расположена на высоком берегу реки Рассыпная в двух километрах от села Жуковское в Песчанокопском районе Ростовской области. У реки Рассыпной суглинистые берега, поэтому процессы почвообразования здесь слабые и следы проживания древних людей сохранились до сих пор. Стоянка обнаружена в 2000 году.
Этот археологический памятник был исследован археологом Цыбрием А. В. на площади 80 м².  Культурный слой залегал в гумусированном суглинке на глубинах до 50 сантиметров от поверхности.
Для памятника, как и подобных ему по времени (Рассыпная VI, Жуковская 1, Шахаевский Лиман 2, поселение Кирпичное II и др.),  характерно снижение степени пластинчатости скребков, уменьшается процент найденных пластин с ретушью. В находках появляются наконечники, обработанных с двух сторон, трапеции, имеющие струганною сторону, шлифованные рубящие ножи.

## Артефакты
В стоянке Жуковской 2 найдено более 1200 предметов. Большую их часть составляют кремнёвые изделия, куски лепной керамики, кости домашних и диких животных, костный уголь. Из костей домашних животных определены кости овцы, быка домашнего, лошади.
В раскопках обнаружена хозяйственная яма, заполненная костями животных, отходами хозяйственной деятельности (отщепы, отходы производства). Среди изделий с обработкой найдены скребки, пластины с ретушью, сегменты с двусторонней обработкой, пластин с остриями.
Керамика в находках представлена фрагментами стенок сосудов, один из них орнаментирован параллельными прочерченными прерывистыми линиями. Обнаруженная керамика делится на две группы: с примесью толченых раковин с растительностью; с примесью только растительности.